# Adam est... Ève
Ne doit pas être confondu avec la grande tradition Adam et Ève.
Pour plus de détails, voir Fiche technique et Distribution.
Adam est... Ève est un film français de René Gaveau sorti en 1954.

## Synopsis
Charles Beaumont est un garçon charmant et boxeur amateur durant son service militaire. Il doit épouser Claire Lapopie, mais la perspective de ce mariage le rend de plus en plus mal à l'aise. Il l'épouse malgré tout mais la nuit de noces est catastrophique, et il s'enfuit. Il va consulter le professeur Charman et après une opération, devient Charlotte Beaumont. Sa soudaine disparition est un drame incompréhensible pour toute sa famille. Quelques mois plus tard, elle reprend contact avec son vieil ami Gaston qui découvre que Charles est devenu Charlotte. 
Son retour bouleverse sa famille, provoque la curiosité de la toute ville et bientôt des journalistes. Cette célébrité va la conduire dans une carrière de music-hall, puis à faire la connaissance d'un admirateur ayant vécu la situation inverse de la sienne, qui lui propose d'unir leurs deux destinées.

## Fiche technique
- Titre : Adam est... Ève
- Réalisation : René Gaveau, assisté de Francis Didelot
- Scénario : d'après le roman de Francis Didelot
- Adaptation : Francis Didelot, René Gaveau
- Dialogues : Francis Didelot
- photographie : Georges Leclerc, assisté de Jean-Louis Picavet
- Opérateur : René Mathelin
- Musique : Jean Yatove
- Montage : Michelle David
- Son : Roger Cosson
- Maquillage : Louis Dor
- Script-girl : Paulette Tacquet
- Photographe de plateau : Pierre Le Fauconnier
- Régisseur : Fred Genty
- Production : Orex-Films, Les Films Fernand Rivers
- Chefs de production : Lucien Viard, Fernand Rivers
- Directeur de production : Lucien Viard
- Distribution : Les Films Fernand Rivers
- Pays :  France
- Format : Noir et blanc - 1,37:1 - 35 mm - Son mono
- Tournage du 1er septembre au 5 octobre 1953
- Genre : Comédie
- Durée : 92 minutes
- Date de sortie :
  - France : 30 juillet 1954

## Distribution
- Micheline Carvel : Charles/Charlotte Beaumont
- Jean Carmet : Gaston
- Thérèse Dorny : Mme Beaumont
- Mireille Perrey : Mme Gorinne
- René Blancard : M. Beaumont, le pâtissier
- Jean Tissier : M. Lapopie
- Georges Bever : Le garçon de café
- Antoine Balpêtré : le docteur Charman
- Anouk Ferjac : Claire Lapopie
- Robert Lombard : Alphonse
- Antoinette Moya : Adeline Beaumont
- Robert Rocca : Léon Potu, le pharmacien
- Gilbert Guiraud : Lucien
- Claire Gérard
- Mona Sylvy
- Ange Gilles
- André Bari
- André Numès Fils : un agent au commissariat
- René Berthier
- Michel Nastorg
- François Joux
- Fransined
- Emile Genevois